# 田湾原子力発電所
田湾原子力発電所（中国語: 田湾核电站/田灣核電站）は中華人民共和国江蘇省連雲港市の原子力発電所。黄海沿岸、連雲港市の東部約30kmの位置に存在する。将来的に中国本土で最大級の発電能力を持つ原子力発電所になると予想されている。
現在はロシアのアトムストロイエクスポルトが建設した1000MW級の原子炉2基が稼働中である。1号機は2006年に運用を開始し、2号機は2007年に運用が開始された。ロシア・トゥデイの報道によれば、IAEAは田湾原発を「世界で最も安全な原子力発電所」と述べたとされる。

## 歴史
1号機の建設は1999年10月20日に開始され、2号機は2000年10月20日に開始された。1号機は2005年12月20日に初臨界を達成した。2号機の建設は2007年5月に完了し、8月には商業運転を開始した。これは中露両国が原子力計画を共同運営した初の試みであった。
2010年11月23日、江蘇核電有限公司はアトムストロイエクスポルトと1060MWe級のVVER-1000型原子炉を3号機と4号機として供給する契約を締結した。建設は2011年の日本の福島第一原子力発電所事故によって開始が遅れたが、2012年12月に開始された。

## 経緯
田湾原子力発電所ではロシアが供給するロシア型加圧水型原子炉の技術が使われている。1号機、2号機ともおおよそ33億米ドルの費用がかかっている。原子炉はロシアで一般的な原子炉形式であるVVER-1000/392型の中国向けモデル1000/428である。
これらのVVER-1000型原子炉は格納容器に入れられており、20トンまでの航空機が衝突した場合でも重大な被害には至らないとされる。また、地震に対する防護もさらに強化されている。他の重要な安全機構としては炉心冷却系と炉心封じ込めシステムなどがある。なお、中国は当初この原発向けの燃料生産を行っていなかったため、ロシア側が最初の燃料装填を行った。今後はロシアの核燃料生産企業TVELから導入された技術を利用して、2010年から中国国内での燃料生産を始める計画である。
アトムストロイエクスポルトの中国代表のAlexandr Selikhovは「この発電所は4つの安全レベルをもっている。ダブルアスベストクラスタはいかなる種類の放出も防護する。また、トラップと呼ばれる革新的な安全性の改善があり、これは核燃料が破損した場合の漏洩を防ぐ。」と述べている
田湾原子力発電所はサードパーティ製の部品を使用している。原子炉とタービン発電機はロシアが設計したものであり、制御室はシーメンスなどからなる国際共同事業体が設計・建設を行った。田湾原発はこのようにして厳しく認定された安全基準を満たすように建設された。安全系は既にそれまでの発電所でも取り入れられていたが、以前の安全系への監視は国際安全基準に適合していなかった。
中国で建設された新しいVVER-1000型炉は94%のシステムが自動化されており、燃料装填の手順などでは人間の手を必要とするものの、ほとんどの状況下で発電所は自律的に作動する。制御室はわずか5人の運転員で運用可能である。
1号機から4号機まではロスアトム製だが、設計はアトムストロイエクスポルトである。
建造される原子炉は5号機と6号機を除いてすべて第3世代原子炉である。

## 原子炉
| 原子炉            | 原子炉形式              | 正味発電量 | 総発電量 | 熱容量  | 建設開始       | 初臨界         | 送電網同期     | 商業運転       | 注釈                 |
| ----------------- | ----------------------- | ---------- | -------- | ------- | -------------- | -------------- | -------------- | -------------- | -------------------- |
| 1号機 (Tianwan-1) | VVER-1000/428 (AES-91)  | 990 MW     | 1060 MW  | 3000 MW | 1999年10月20日 | 2005年12月20日 | 2006年5月12日  | 2007年5月17日  | [ 9 ]                |
| 2号機 (Tianwan-2) | VVER-1000/428 (AES-91)  | 990 MW     | 1060 MW  | 3000 MW | 2000年10月20日 | 2007年5月1日   | 2007年5月14日  | 2007年8月16日  | [ 10 ]               |
| 3号機 (Tianwan-3) | VVER-1000/428M (AES-91) | 1045 MW    | 1126 MW  | 3000 MW | 2012年12月27日 | 2017年9月29日  | 2017年12月30日 | 2018年2月14日  | [ 13 ]               |
| 4号機 (Tianwan-4) | VVER-1000/428M (AES-91) | 1045 MW    | 1126 MW  | 3000 MW | 2013年9月27日  | 2018年9月30日  | 2018年10月27日 | 2018年12月22日 | [ 17 ]               |
| 5号機 (Tianwan-5) | CNP-1000                | 1000 MW    | 1118MW   | 2905MW  | 2015年12月27日 | 2020年7月27日  | 2020年8月8日   | 2020年9月8日   | [ 18 ] [ 19 ]        |
| 6号機 (Tianwan-6) | CNP-1000                | 1000 MW    | 1118MW   | 2905MW  | 2016年9月7日   | 2021年5月4日   | 2021年5月11日  | 2021年6月3日   | [ 21 ] [ 22 ] [ 19 ] |
| 7号機 (Tianwan-7) | VVER-1200               | 1150 MW    | 1200 MW  | 3212MW  | 2021年5月19日  | —              | —              | 2026年（予定） | [ 23 ] [ 22 ]        |
| 8号機 (Tianwan-8) | VVER-1200               | 1150 MW    | 1200 MW  | 3212MW  | 2022年2月25日  | —              | —              | 2027年（予定） | [ 23 ] [ 22 ] [ 24 ] |

## 註
1. 1 2   “The second power unit of TAES commissioned for commercial operation”.   AtomInfo.ru (2007年8月18日). 2010年5月12日閲覧。
2. ↑  “Russian-Chinese nuclear station safest in the world: IAEA”.  ロシア・トゥデイ (2007年12月7日). 2013年6月29日閲覧。
3. ↑  
“ASE contracted to build Tianwan phase 2”. World Nuclear News. (2010年11月23日) 2010年11月23日閲覧。
4. ↑  “EPC contract signed for Tianwan Phase II”. World Nuclear News. (2011年10月13日) 2011年10月28日閲覧。
5. ↑   “First concrete at Tianwan 3”. World Nuclear News. (29 December 2012) 2 January 2013閲覧。
6. ↑  Tianwan fuel fabrication moves to China; March 2010
7. ↑  Morris, Roy. “Tianwan Nuclear Power Plant, Lianyungang, Jiangsu, China” (英語). NSEnergy.   Progressive Media International. 2025年1月8日閲覧。
8. ↑  “China, People's Republic of”. Power Reactor Information System (PRIS).  国際原子力機関 (IAEA). 2023年3月26日閲覧。
9. ↑  “Tianwan 1”. PRIS.   IAEA (2023年3月25日). 2023年3月26日閲覧。
10. ↑  “Tianwan 2”. PRIS.   IAEA (2023年3月25日). 2023年3月26日閲覧。
11. ↑  “Tianwan 3 starts supplying electricity to griod”. World Nuclear News.  世界原子力協会 (2018年1月2日). 2018年10月3日閲覧。
12. ↑  “Tianwan 3 enters warranty period”. World Nuclear News.  世界原子力協会 (2018年3月8日). 2018年10月3日閲覧。
13. ↑  “Tianwan 3”. PRIS.   IAEA (2021年4月24日). 2021年4月25日閲覧。
14. ↑  “Construction begins on Tianwan 4”. World Nuclear News.  世界原子力協会 (2013年9月27日). 2016年3月8日閲覧。
15. ↑  “Fourth Tianwan unit connected to grid”. World Nuclear News.  世界原子力協会 (2018年10月29日). 2018年10月30日閲覧。
16. ↑  “Fourth Tianwan unit enters commercial operation”. World Nuclear News.  世界原子力協会 (2018年12月27日). 2019年1月3日閲覧。
17. ↑  “Tianwan 4”. PRIS.   IAEA (2021年4月24日). 2021年4月25日閲覧。
18. ↑  “Tianwan 5”. PRIS.   IAEA (2021年4月24日). 2021年4月25日閲覧。
19. 1 2  “China Nuclear Power | Chinese Nuclear Energy - World Nuclear Associat…”. archive.ph (2016年9月7日). 2016年9月7日時点のオリジナルよりアーカイブ。2020年1月29日閲覧。
20. ↑  “Construction starts on sixth Tianwan unit”. World Nuclear News.  世界原子力協会 (2016年9月7日). 2018年10月3日閲覧。
21. ↑  “Tianwan 6”. PRIS.   IAEA (2021年4月24日). 2021年4月25日閲覧。
22. 1 2 3  “Tianwan Nuclear Power Plant”. NS ENERGY. 2021年4月23日閲覧。
23. 1 2  “Nuclear Power in China”. Information Papers.  World Nuclear Association (WNA) (2020年9月). 2020年9月10日閲覧。
24. ↑  “Tianwan 8”. PRIS. IAEA. 2022年3月6日閲覧。